# Bruno Thiry
Pour les articles homonymes, voir Thiry.
 (avril 2025).
Si vous disposez d'ouvrages ou d'articles de référence ou si vous connaissez des sites web de qualité traitant du thème abordé ici, merci de compléter l'article en donnant les références utiles à sa vérifiabilité et en les liant à la section « Notes et références ».
Bruno Thiry est un pilote belge de rallye, né le 8 octobre 1962 à Saint-Vith. Il a remporté plusieurs places de podium dans le Championnat du monde des rallyes (WRC).

## Biographie
Bruno Thiry commence sa carrière en tant qu'amateur en 1981 aux Boucles de Francorchamps au volant d'une Simca. En 1983, il est sacré champion provincial liégeois en classe 1 300 cm3 au volant d'une Datsun 120A. mais c'est vraiment à partir de l'année 1984 qu'il commence à se faire remarquer sur une Saab 99 Turbo, puis sur une Opel Kadett GT/E en 1985.
Il termine 3e du challenge Citroën Visa GTi en 1986, avant de rouler en 1987 et 1988 sur une Citroën Visa 1000 Pistes et sur Ford Sierra RS Cosworth. Il monte sur plusieurs podiums en championnat de Belgique. Il sera élu espoir belge de l'année et vainqueur du trophée Citroën en 1988. 
En 1989, il termine 3e du championnat de Belgique des rallyes nationaux (remportant les 12 heures de Marche) et il gagne à nouveau le trophée Citroën. 1989 est également l'année de son premier rallye en championnat du monde en Grèce.
En 1990 et 1991, il est double vice-champion de Belgique sur Opel (il n'obtient pas le titre national par la suite). En 1992, il termine 2e du Rallye de Côte d'Ivoire (championnat du monde). En 1993, il offre à Opel le titre de champion du monde en Formule 2L.
En 1994, il rejoint les rangs de Ford en championnat du monde. Il obtient au passage plusieurs podiums : 3e du RAC Rally 1994, 3e du Rally San Remo 1996 et 3e du Rallye de Catalogne 1996. Il termine 5e du championnat du monde en 1994.
En 1995, au volant d'une Ford Escort RS Cosworth Gr. A, il passe tout près de remporter le Tour de Corse.  Alors qu'il a dominé l'épreuve de bout en bout, notamment face à Didier Auriol et François Delecour, il est contraint à l'abandon sur casse mécanique au début de la toute dernière spéciale.

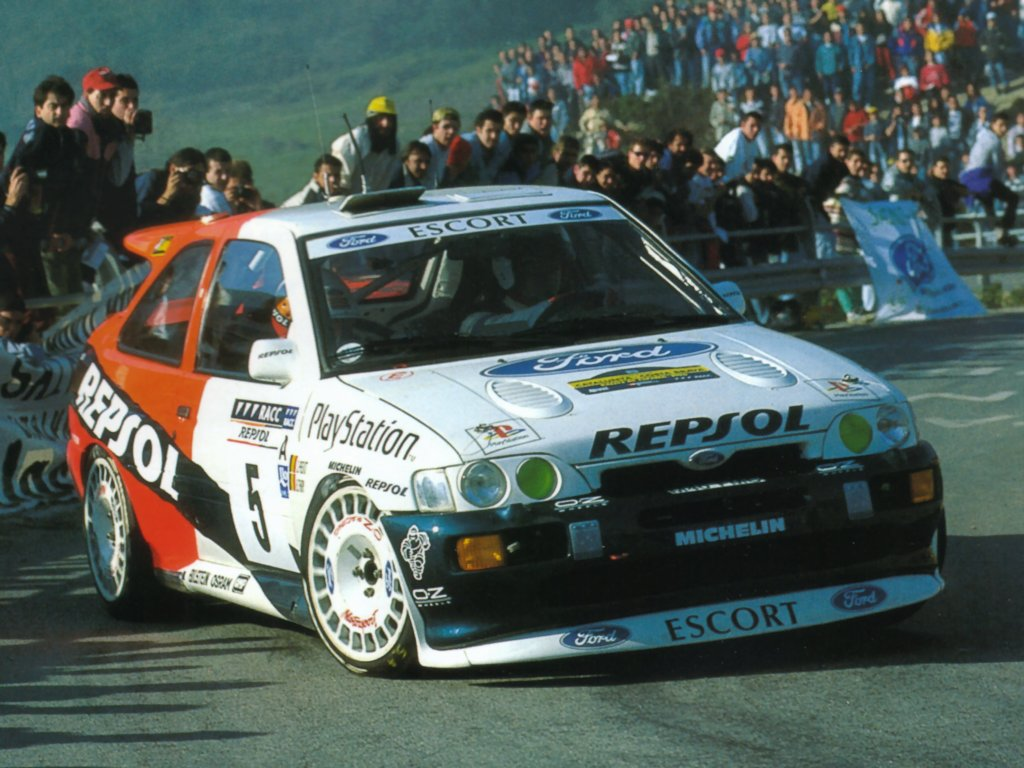
B.Thiry sur Ford Escort RS Cosworth au rallye de Catalogne en 1996.

En 1997, il roule à titre privé et remporte néanmoins le Rallye des Açores sur Ford Escort Cosworth ainsi que le Rallye du Condroz sur une Subaru Impreza WRC.
En 1998, il roule pour Ford et en 1999 pour Subaru. Le succès n'est cependant pas au rendez-vous.
Bruno Thiry a obtenu un total de cinq podiums en championnat du monde entre 1992 et 1998.
En 2000, Thiry termine vice-champion d'Europe au volant d'une Citroën Xsara Kit-Car et vainqueur en Formule 2, remportant notamment le Rallye de Bulgarie. La même année, il remporte aussi l'Omloop van Vlaanderen et le Rallye du Condroz au volant d'une Toyota Corolla WRC.
En 2001, il participe au championnat du monde pour l'usine Skoda sur une Octavia WRC. Il remporte également à nouveau le Rallye du Condroz au volant de cette même voiture.
En 2002 et 2003, il roule pour Peugeot Belgique sur une Peugeot 206 WRC. Il dispute sa dernière épreuve en mondial au rallye Sanremo en 2002 (en 13 années, il a gagné 39 épreuves spéciales, a obtenu 173 points, et a participé à 72 manches du WRC). Il remporte le Rallye d'Ypres en 2002 et en 2003 ainsi que le rallye du Condroz en 2002, Grâce à ses cinq victoires, il remporte le titre de champion d'Europe en 2003. En 2004, il est vice-champion d'Europe pour la seconde fois, cette fois sur Citroën C2 S1600.
Dès 2005, Bruno Thiry prend du recul ; il ne roule qu'à quelques occasions, notamment lors de sa 2e place au Rallye du Condroz 2006 (Peugeot 307 WRC) et sa victoire au Rallye Terre des Cardabelles Millau-Aveyron au volant d'une Mitsubishi Lancer Evolution VIII.  Il participa à ce rallye également en 2005 (8e) et 2007 (2e).
Depuis 2008, Bruno Thiry participe régulièrement aux Legend Boucles de Spa.  En 2008 il termine 3e sur Opel Kadett GT/E, en 2009  7e sur Opel Kadett GT/E, en 2010 il obtient la victoire sur Audi Coupé Quattro. 2011 est marqué par un abandon sur Citroën Visa 1000 Pistes. En 2013, il termine 98e sur Audi Quattro et en 2014 89e sur Alfa Romeo Alfetta GTV6.
Ses copilotes ont été Dany Delvaux jusqu'en 1990, Stéphane Prévot de 1991 à 2002, Jean-Marc Fortin en 2003 et le jeune et prometteur Nicolas Gilsoul  en 2004 (futur copilote de Thierry Neuville en WRC jusqu'à janvier 2021).
Bruno Thiry joue également le rôle d'ouvreur de Thierry Neuville et Nicolas Gilsoul lors des rallyes du Championnat du monde.
Il a été pilote test pour les pneus Goodyear principalement pour la marque BMW en 2009.
En 2014, il participe au Rallye d'Ypres au volant de la toute nouvelle Opel Adam R2.

## Palmarès

### Titres
- Triple Champion de Belgique des conducteurs, titre décerné par le Royal automobile Club de Belgique (RACB): 1993, 1994, et 2003.
- Vainqueur du trophée Citroën: 1988 et 1989
- Double vice-champion des rallyes Belges : 1990 et 1991
- Vice-champion d'Europe des rallyes : 2000 (Citroën Xsara Kit-Car)
- Champion d'Europe des rallyes: 2003 (Peugeot 206 WRC)
- Vice-champion d'Europe des rallyes:  2004 (Citroën C2 S1600)

### Victoires et podiums
| Résultat | Année | Rallye                       | Voiture                  |
| -------- | ----- | ---------------------------- | ------------------------ |
| 1        | 1989  | 12 Heures de Marche          | Citroën Visa 1000 Pistes |
| 1        | 1990  | Rally van Looi               | Opel Kadett GSi          |
| 1        | 1991  | Rally Bohemia (CZ)           | Opel Kadett GSi          |
| 2 (WRC)  | 1992  | Rallye Côte d'Ivoire Bandama | Opel Kadett GSi          |
| 3 (WRC)  | 1994  | Network Q RAC Rally (GB)     | Ford Escort RS Cosworth  |
| 3 (WRC)  | 1996  | Rallye San Remo              | Ford Escort RS Cosworth  |
| 3 (WRC)  | 1996  | Rallye Catalunya             | Ford Escort RS Cosworth  |
| 1        | 1997  | Rallye Açores                | Ford Escort RS Cosworth  |
| 1        | 1997  | Rallye du Condroz-Huy        | Subaru Impreza WRC       |
| 3 (WRC)  | 1998  | Network Q RAC Rally (GB)     | Ford Escort WRC          |
| 1        | 1999  | Rali Vinho da Madeira        | Subaru Impreza WRC       |
| 1        | 2000  | Rally Albena (BG)            | Citroën Xsara Kit-Car    |
| 1        | 2000  | Omloop van Vlaanderen        | Toyota Corolla WRC       |
| 1        | 2000  | Rallye du Condroz-Huy        | Toyota Corolla WRC       |
| 1        | 2001  | Rallye du Condroz-Huy        | Škoda Octavia WRC        |
| 1        | 2002  | Ypres Westhoek Rally         | Peugeot 206 WRC          |
| 1        | 2002  | Rallye du Condroz-Huy        | Peugeot 206 WRC          |
| 1        | 2003  | Tofas Rally Turkey           | Peugeot 206 WRC          |
| 1        | 2003  | Rally Bulgaria               | Peugeot 206 WRC          |
| 1        | 2003  | Ypres Westhoek Rally         | Peugeot 206 WRC          |
| 1        | 2003  | Elpa Rally (GR)              | Peugeot 206 WRC          |
| 1        | 2003  | Rallye d'Antibes             | Peugeot 206 WRC          |
| 2        | 2003  | Rallye du Condroz-Huy        | Peugeot 206 WRC          |
| 1        | 2006  | Terre de Cardabelles (F)     | Mitsubishi Lancer Evo 7  |
| 2        | 2006  | Rallye du Condroz-Huy        | Peugeot 307 WRC          |
| 1        | 2010  | "Legend" Boucles de Spa      | Audi Quattro Gr. 4       |

## Résultats détaillés en WRC
| Année | Écurie                  | Voiture                 | 1      | 2        | 3        | 4        | 5        | 6        | 7        | 8        | 9        | 10     | 11     | 12       | 13    | 14       | Championnat des pilotes | Points |
| ----- | ----------------------- | ----------------------- | ------ | -------- | -------- | -------- | -------- | -------- | -------- | -------- | -------- | ------ | ------ | -------- | ----- | -------- | ----------------------- | ------ |
| 1989  | Bruno Thiry             | Audi 90 Quattro         | SWE    | MON      | POR      | KEN      | FRA      | GRC 13   | NZL      | ARG      | FIN      | AUS    | ITA    | CIV      | GBR   |          | -                       | 0      |
| 1991  | Opel Team Belgium       | Opel Kadett GSI 16V     | MON    | SWE      | POR      | KEN      | FRA Abd. | GRE      | NZL      | ARG      | FIN      | AUS    | ITA 12 | CIV      | ESP   | GBR      | -                       | 0      |
| 1992  | Opel Team Belgium       | Opel Calibra 16V        | MON    | SWE      | POR      | KEN      | FRA Abd. | GRE      | NZL      | ARG      | FIN      | AUS    | ITA 9  |          | ESP   | GBR      | 17e                     | 17     |
| 1992  | Opel Team Belgium       | Opel Kadett GSI         |        |          |          |          |          |          |          |          |          |        |        | CIV 2    |       |          | 17e                     | 17     |
| 1993  | Opel Team Belgium       | Opel Astra GSi 16V      | MON 8  | SWE      | POR 10   | KEN      | FRA Abd. | GRE Abd. | ARG      | NZL      | FIN 18   | AUS    | ITA 5  | ESP 7    | GBR   |          | 17e                     | 16     |
| 1994  | Ford Motor Co. Ltd.     | Ford Escort RS Cosworth | MON 6  | POR Abd. | KEN      | FRA 6    | GRE      | ARG 4    | NZL      | FIN Abd. | ITA 4    | GBR 3  |        |          |       |          | 5e                      | 44     |
| 1995  | R.A.S. Ford             | Ford Escort RS Cosworth | MON 5  | SWE 6    | POR 6    | FRA Abd. | NZL Abd. | AUS 6    | ESP Abd. | GBR 5    |          |        |        |          |       |          | 6e                      | 34     |
| 1996  | Ford Motor Co. Ltd.     | Ford Escort RS Cosworth | SWE    | KEN      | IDN      | GRE 6    | ARG 5    | FIN 11   | AUS 6    | ITA 3    | ESP 3    |        |        |          |       |          | 6e                      | 44     |
| 1997  | Seat Sport              | Seat Ibiza GTi 16V      | MON    | SWE      | KEN      | POR      | ESP Abd. | FRA      | ARG      | GRE      | NZL      | FIN    | IDN    | ITA      | AUS   |          | -                       | 0      |
| 1997  | Gazprom Rally Team      | Ford Escort WRC         |        |          |          |          |          |          |          |          |          |        |        |          |       | GBR Abd. | -                       | 0      |
| 1998  | Ford Motor Co. Ltd.     | Ford Escort WRC         | MON 6  | SWE 8    | KEN      | POR      | ESP Abd. | FRA 5    | ARG Abd. | GRE Abd. | NZL Abd. | FIN 10 | ITA 6  | AUS 7    | GBR 3 |          | 9e                      | 8      |
| 1999  | Subaru World Rally Team | Subaru Impreza WRC99    | MON 5  | SWE 10   |          | POR 6    | ESP 7    | FRA Abd. | ARG      | GRE      | NZL      | FIN    | CHN    | ITA      | AUS   |          | 14e                     | 6      |
| 1999  | Subaru World Rally Team | Subaru Impreza WRC98    |        |          | KEN Abd. |          |          |          |          |          |          |        |        |          |       |          | 14e                     | 6      |
| 1999  | Škoda Motorsport        | Škoda Octavia WRC       |        |          |          |          |          |          |          |          |          |        |        |          |       | GBR 4    | 14e                     | 6      |
| 2000  | H.F. Grifone SRL        | Toyota Corolla WRC      | MON 5  | SWE      | KEN      | POR      | ESP      | ARG      | GRE      | NZL      | FIN      | CYP    | FRA    | ITA      | AUS   | GBR      | 18e                     | 2      |
| 2001  | Škoda Motorsport        | Škoda Octavia WRC Evo2  | MON 8  | SWE 10   | POR Abd. | ESP 10   | ARG Abd. | CYP 8    | GRE 10   | KEN Abd. | FIN 18   | NZL    | ITA 13 | FRA Abd. | AUS   | GBR 8    | -                       | 0      |
| 2002  | Peugeot Bastos Racing   | Peugeot 206 WRC         | MON 11 | SWE      | FRA Abd. | ESP Abd. | CYP Abd. | ARG      | GRE 12   | KEN      | FIN      | GER 5  | ITA 13 | NZL      | AUS   | GBR      | 16e                     | 2      |